# Grazzanise
Grazzanise là một đô thị ở tỉnh Caserta trong vùng Campania của Ý, có vị trí cách khoảng 30 km về phía tây bắc của Napoli và khoảng 20 km về phía tây của Caserta. Tại thời điểm ngày 31 tháng 12 năm 2004, đô thị này có dân số 6.835 người và diện tích là 47 km².
Đô thị Grazzanise có các frazioni (các đơn vị cấp dưới, chủ yếu là các làng) Brezza and Borgo Appio.
Grazzanise giáp các đô thị: Cancello e Arnone, Capua, Casal di Principe, Falciano del Massico, Francolise, Pignataro Maggiore, Santa Maria la Fossa, Vitulazio.